# Sillustani
Sillustani est un site archéologique pré-Inca, situé sur les rives du lac Umayo, près de Puno, au Pérou.
Il s'agit d'un site funéraire, constitué de tombes en forme de tour appelées « chullpa ». Ces dernières ont été bâties par le peuple Qolla, des Aymaras qui seront conquis par l'Empire inca au XVe siècle. Elles conservent les restes de plusieurs individus, certainement regroupés en famille (jusqu'à dix individus) et accompagnés d'offrandes. La plupart d'entre elles ont été pillées alors que d'autres sont restées achevées.

## Leschullpa
Les diverses chullpa présentent des caractères différents selon l'époque de leur construction. Certaines sont constituées de moellons de grande taille assemblés avec de la chaux (elles sont l'œuvre des Qolla) tandis que d'autres sont construites de pierres de forme parallélépipédique parfaitement ajustées. Elles sont toutes de forme cylindrique, atteignant parfois une hauteur de 12 m.
Le culte des ancêtres participe de la culture Aymara : les chullpas sont construites pour souligner le lien entre vie et mort. Les corps momifiés étaient déposés en position fœtale. Leur unique ouverture donne à l'est, où le soleil est chaque jour recréé par la Terre Mère.
Certaines chullpa présente des reliefs, en relation avec le culte des morts, notamment un iguane et un puma.
On trouve des chullpa sur de nombreux sites dispersés dans l'Altiplano, mais celles de Sillustani sont parmi les mieux conservées.

## Galerie

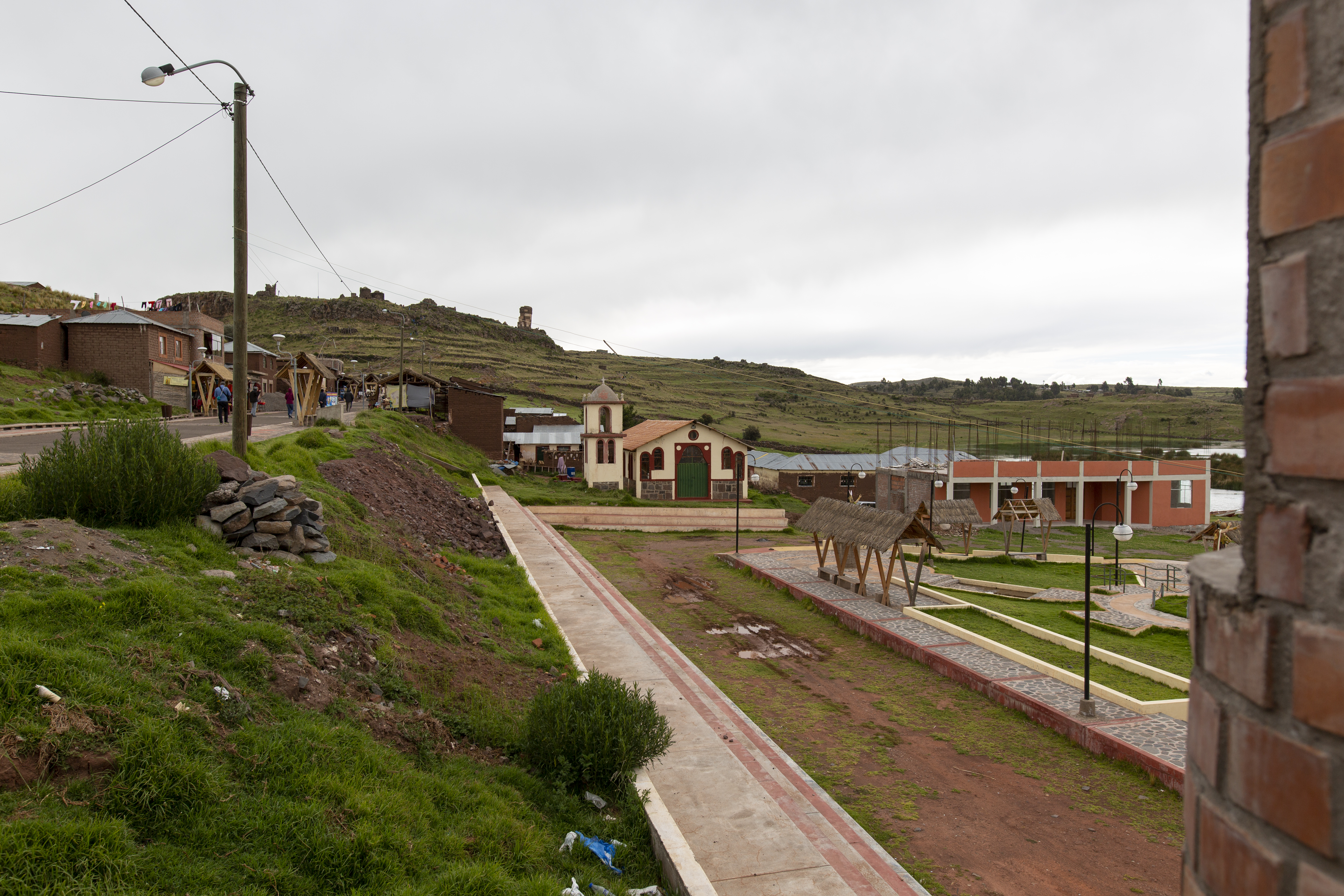
Le village de Sillustani
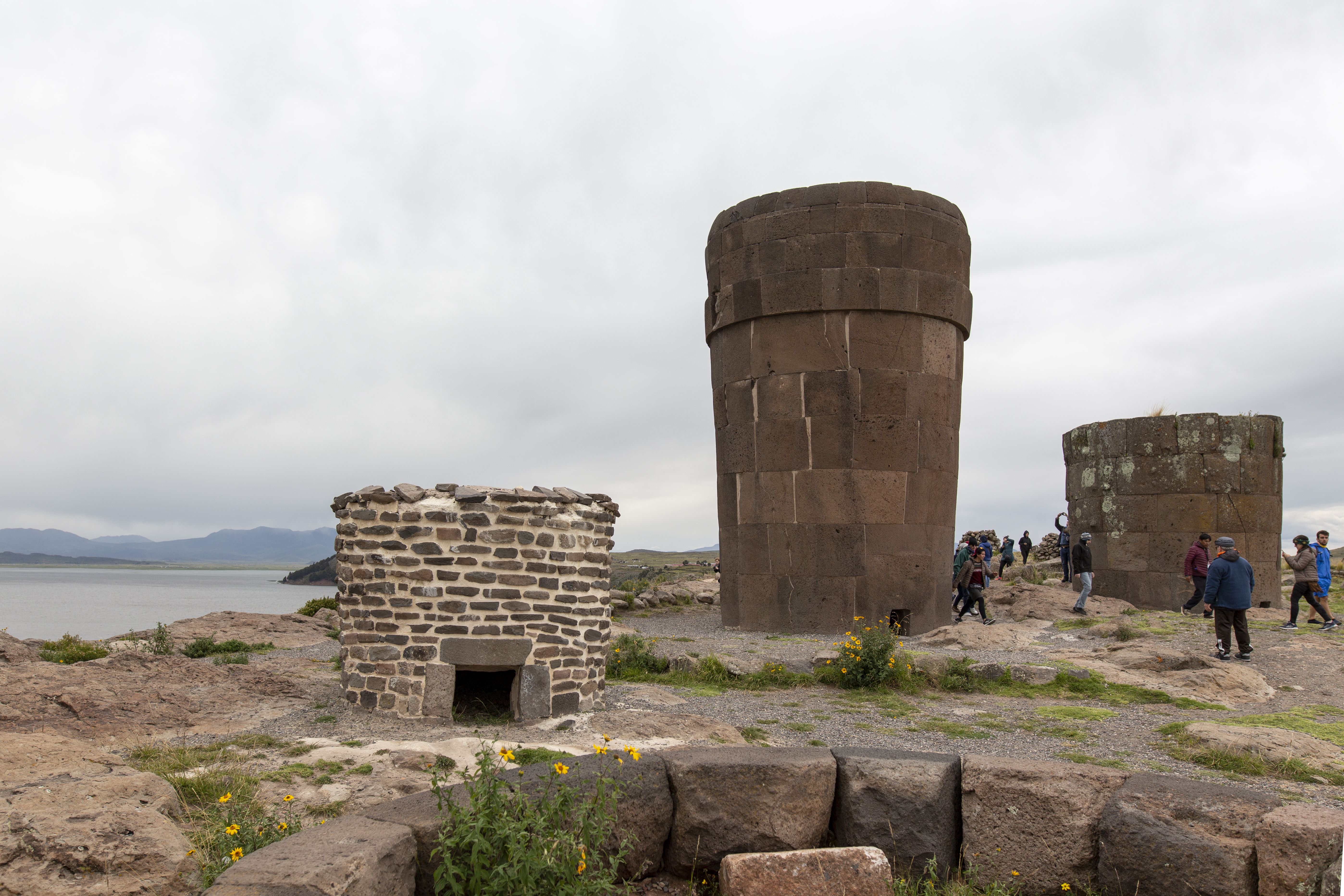
Différentes chullpa
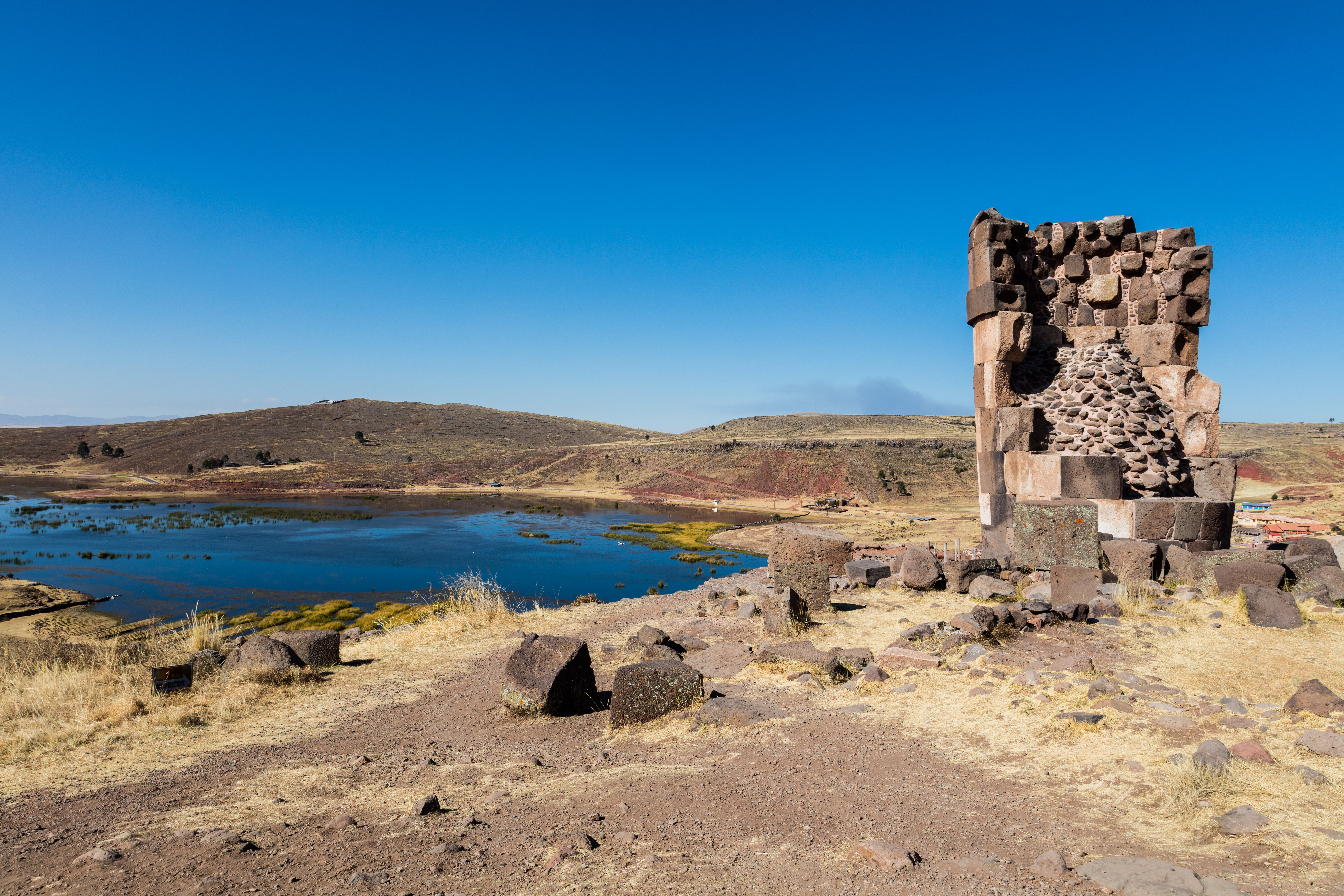
L'intérieur d'une chullpa.
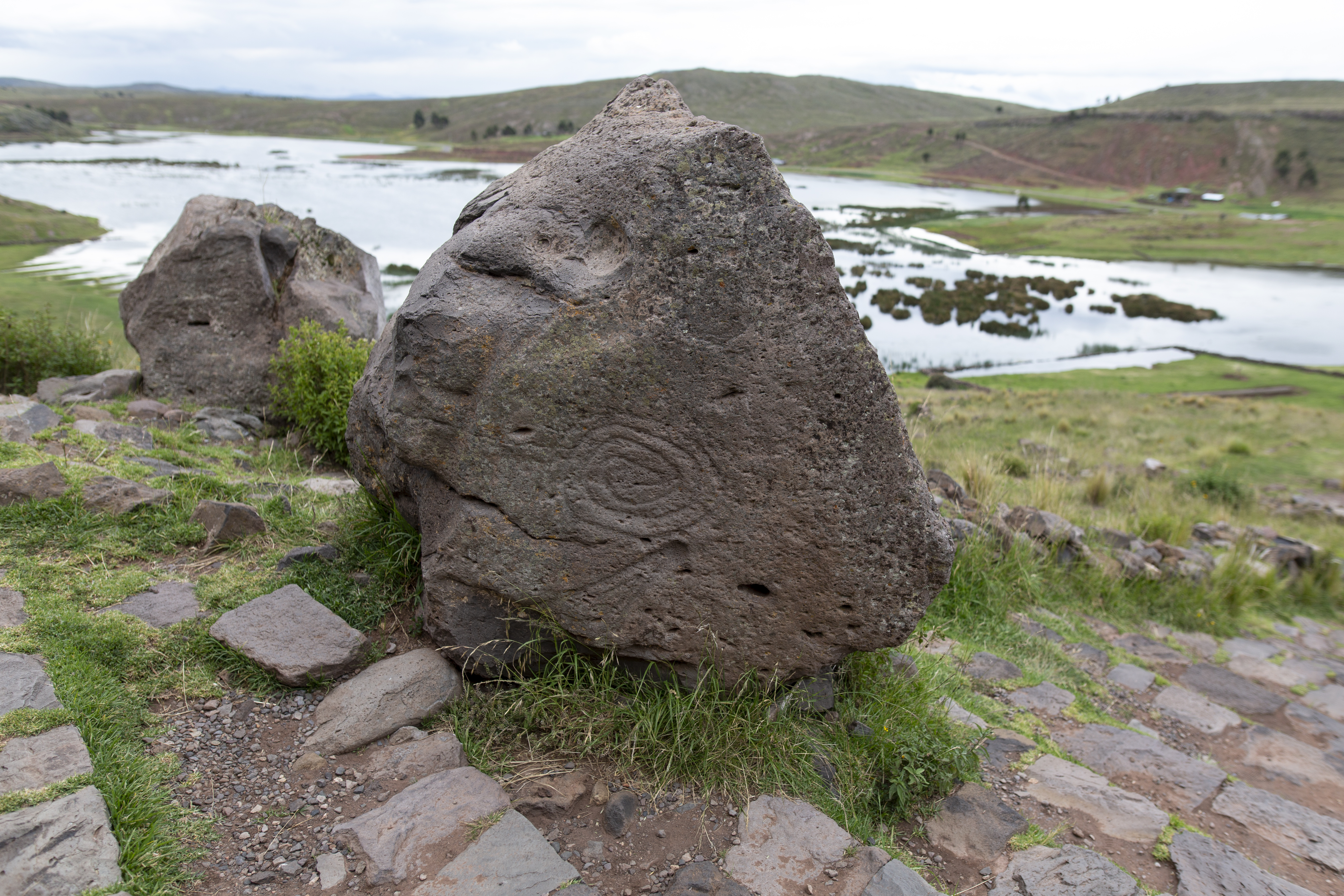
Pétroglyphe

### articles connexes
- Le peuple Qolla
- Tours funéraires chullpa